# Chiesa di San Giorgio Martire vecchia (Credaro)
La chiesa di San Giorgio è un edificio religioso collocato nel comune di Credaro, in provincia e diocesi di Bergamo, sussidiaria della chiesa omonima.
La chiesa importante esempio dell'architettura romanica ben conservata, ospita affreschi del 1525 di Lorenzo Lotto.

## Storia
Sul territorio di Credaro è presente l'antica chiesa dedicata a san Giorgio già dall'XI secolo, come indicherebbero alcuni affreschi, ed è posta in località Menzena, un tempo dislocata dal centro urbano e poi inserita nella zona industriale della località. Questa risulta inserita nell'elenco ordinato nel 1260 delle chiese che dovevano versare un censo alla Santa Sede romana. La chiesa è indicata come dipendente dalla pieve di Calepio, l"ecclesia" di San Giorgio.
La chiesa è nuovamente citata e inserita nella “nota ecclesiarum”, elenco comandato da Bernabò Visconti per nominare i titolari dei benefici delle chiese e dei monasteri di Bergamo e definire i tributi che dovevano essere versati alla Chiesa di Roma e famiglia Visconti di Milano. Dai fascicoli si deduce che la chiesa aveva un unico beneficio e che sul territorio di Credaro vi erano altri due edifici di culto.
Nel II sinodo diocesano di Bergamo voluto dal vescovo Federico Corner, in ottemperanza alle disposizioni del 1° consiglio diocesano del 1565, furono istituiti i vicariati foranei e la chiesa di San Giorgio fu inserita nella pieve di Calepio.
San Carlo Borromeo arcivescovo di Milano, visitò Bergamo e il suo territorio, e il 16 settembre 1575 era presente a Credaro. Dagli atti si deduce che vi erano le scuole del Santissimo Sacramento che gestiva l'altare maggiore ed era retta da tre sindaci, la pia congregazione della Misericordia Maggiore di Bergamo, e il clero era retto da un solo curato. Ne erano sussidiari l'oratorio dei santi Giacomo e Giovanni, e il monastero di Santa Maria in Montecchio. L'aula aveva ben tre altari.
Per alcuni anni del XVI secolo vi fu in prossimità un convento delle suore servite soppresso nel 1557.
La chiesa rimase parrocchia di Credaro fino al 1587 quando fu concessa la costruzione di un nuovo edificio dal vescovo di Bergamo Gerolamo Ragazzoni intitolato nel 1671 al Corpus Domini.
Nel Novecento il campanile fu danneggiato da un fulmine e dovette essere ricostruito, mentre nella seconda metà del Novecento furono eseguiti lavori di mantenimento con il restauro anche della parte pittorica.

## Descrizione

### Esterno
L'edificio di culto è posto nell'antica contrada Menzana e si presenta con abside rivolta a est. Il fronte principale è molto semplice con pietra a vista. L'ingresso principale completo di contorno in pietra e architrave dove è incisa la data di posa del 1452. La parte superiore ospita la sola apertura circolare atta a illuminare l'aula. La parte termina con il tetto ligneo a due spioventi. L'antica abside è in conci di pietra del luogo, purtroppo coperta dagli edifici che sono stati aggiunti in tempi successivi. Sono visibili lesene rettangolari che reggono archi ciechi. Nella parte vi è un'apertura murata che collegava la chiesa alla zona cimiteriale, aperta alla fine del Cinquecento.
Il lato sinistro della chiesa presenta un protiro retto da quattro colonne in arenaria, coperto da una sola ala di tetto e chiuso da una vetrata a protezione del dipinto posto sul soffitto a vela e ritenuto del pittore veneziano rinascimentale Lorenzo Lotto raffigurante la Natività con santi Rocco e Sebastiano con Dio Padre e angeli. La parte ospita anche il cenotafio del 1303 di Bertolinus Peramatus in pietra verde di Zandobbio e pietra di Sarnico che formano fasce policrome.
Sul lato sinistro vi è anche un piccolo sacello medioevale composto a fascioni di pietra di Sarnico e di marmo di Zandobbio. 
La torre campanaria è inserita nella muratura, ma, particolare interessante, sporgente nella zona presbiteriale destra che si presenta asimmetrico.
.

### Interno
L'interno a pianta rettangolare e a unica aula, di misura superiore alla sua originale costruzione dovuto a modifiche di allungamento, con l'aggiunta di un'ulteriore campata sulla parete a ovest nel Quattrocento, mentre lavori di innalzamento della navata furono eseguiti nel Cinquecento. La chiesa è divisa in tre campate da pilastri che reggono gli archi a sesto acuto e che ospitano gli affreschi. Il primo pilastro a destra raffigura sant'Antonio abate, quello a sinistra della seconda arcata san Bernardo di Mentone, mentre quello corrispondente a destra san Bartolomeo apostolo. Vi sono inoltre gli affreschi riportati alla luce nella seconda metà del Novecento durante lavori di mantenimento, posti sulla parete settentrionale presso l'abside, risalenti alle origini della chiesa, raffiguranti l'Annunciazione: questa presenta caratteristiche bizantine con l'angelo posto diritto di fronte alla Vergine annunciata. La mano della giovane stringe qualche cosa che potrebbe essere un fuso e il dipinto è delimitato da due colonne tortili. La scena si conclude con la scritta GABRIEL NUNCIO MARIA. L'abside ospita dipinti risalenti alla prima metà del Trecento raffiguranti nell'arco trionfale ancora un'Annunciazione,  e nel catino absidale Cristo in maestà con i quattro evangelisti. Si ripetono inoltre dipinti raffiguranti l'Annunciazione sul lato a nord e la Madonna della Misericordia su quello a mezzogiorno. L'aula conserva una vasca battesimale risalente al XIII secolo, e molte pitture databili dal Trecento al Seicento. 
L'affresco di Lorenzo Lotto posto sopra l'altare maggiore raffigura San Giorgio a cavallo che uccide il drago del 1525.